# Portal Immatrykulacji Uniwersytetu w Rostocku
W Rostocker Matrikelportal Uniwersytetu w Rostocku zostało udostępnionych 186 tys. świadectw immatrykulacji. Istotą portalu są bazy immatrykulacyjne danych z okresów 1419–1831, 1831–1933, 1933–1945, 1945-1968 i 1992-dziś oraz wpisy do ksiąg dziekańskich poszczególnych fakultetów (promocje, przyjęcia na studia) 1419–1831. Dodatkowo prezentowane są skany oryginalnych, często odręcznych wpisów. Niekiedy skąpe dane o studentach mogą być uzupełniane przez użytkowników portalu. Pochodzenie studentów i studentek przedstawiono na interaktywnej mapie. Linki znajdujące się po prawej stronie każdego wpisu odnoszą się do tzw. Katalogu Profesorów (Catalogus Professorum Rostochiensium) i wykładów, na które uczęszczał student/studentka. Znani studenci i znane studentki zostali zidentyfikowani poprzez tzw. GND-numer, dzięki któremu łatwiej znaleźć o nich dodatkowe informacje w Internecie.